# Parafia św. Maksymiliana Marii Kolbego w Radomsku
Parafia św. Maksymiliana Kolbego w Radomsku – parafia rzymskokatolicka, należąca do dekanatu Radomsko – Najświętszego Serca Pana Jezusa archidiecezji częstochowskiej.
Została utworzona w 1982 roku. Kościół parafialny wybudowany w latach 1985–1992, konsekrowany w 2000 roku.

## Grupy parafialne
Parafialna Rada Duszpasterska – 15, Akcja Katolicka – 15 osób, Katolickie Stowarzyszenie Młodzieży – 20, Neokatechumenat – 22, Żywy Różaniec – 2 róże, Chór parafialny „Antonianum” – 30